# Final Fantasy II
Final Fantasy II (OT: jap. ファイナルファンタジーII, Fainaru Fantajī Tsū) ist der zweite Teil der Final-Fantasy-Videospielserie. In Japan wurde es am 17. Dezember 1988 veröffentlicht.
In Europa und den USA erschien es mit leicht verändertem Inhalt und mit englischem Text als Teil der Final Fantasy Origins zusammen mit FF1 für die PlayStation. Eine Neuauflage zusammen mit Teil 1, ebenfalls mit inhaltlichen Änderungen, gibt es sowohl für den Wonderswan Color (nur in Japan) als auch für den Game Boy Advance. Die Entwicklung dieses Spiels als Modul für den amerikanischen Markt wurde zwar begonnen, kam aber nie über den Beta-Status hinaus. Jedoch existiert für NES-Emulatoren eine von Fans ins Englische übertragene Version.
Am 16. Juni 2009 erschien Final Fantasy II in Japan für die Virtual Console von Nintendo. Für 500 Wii-Points kann man den Klassiker seitdem von der Downloadplattform herunterladen. Die Version für die Virtual Console basiert auf dem Originalspiel.
Am 25. Februar 2010 wurde eine Fassung für iOS in Japanisch und Englisch veröffentlicht, die eine überarbeitete Grafik und neue Inhalte besitzt.

## Handlung
Das Imperium Palmekia hat in seiner Schreckensherrschaft auch die Eltern von vier Kindern getötet, die sich daraufhin einer Rebellengruppe anschließen, um gegen das Imperium zu kämpfen.

## Besonderheiten
Zum ersten Mal wurden Charakternamen verwendet: Firion, Maria, Ghai und Leon. Dazu kommt eine Prinzessin namens Hilda, der Magier Min’U, ein Dieb namens Paul und Cid, der Meister des Luftschiffs. Diese Namen beziehen sich auf Final Fantasy: Dawn of Souls. Seither gibt es in jedem Teil der Reihe eine Spielfigur namens Cid, meist im Zusammenhang mit Luftschiffen. Eine weitere Neuerung war das Level-up-System: je öfter eine Fähigkeit benutzt wird, desto effektiver wird sie.
In Final Fantasy II wurden einige Dinge eingebaut, die in so gut wie allen der folgenden Teile vorkommen, so etwa die Reittiere Chocobos oder die Einteilung der Gruppe in eine vordere und hintere Reihe. Charaktere, die in der hinteren Reihe stehen, erleiden nur halben Schaden, können aber auch nur halben Schaden erzielen.
Gleichzeitig weist Final Fantasy II einige Merkmale auf, die es in keinem anderen Spiel der Reihe gibt. So kann man Begriffe lernen, die man anderen Personen sagen muss, um zusätzliche Informationen zu erhalten bzw. im Spiel weiterzukommen. Um mehr Kraftpunkte zu erhalten, muss ein Charakter im Kampf mehr als die Hälfte seiner Kraftpunkte verlieren. Gleiches gilt auch für die Magiepunkte. Die Zauber muss man kaufen, sie erscheinen zunächst als Items und müssen im Menü ausgewählt werden, bevor man sie verwenden kann. Durch Anwendung werden die Zauber immer stärker.